# Xerochlora masonaria
Xerochlora masonaria är en fjärilsart som beskrevs av William Schaus 1897. Xerochlora masonaria ingår i släktet Xerochlora och familjen mätare. Inga underarter finns listade i Catalogue of Life.